# Alexis-Joseph Mazerolle
Alexis-Joseph Mazerolle (29 de junio de 1826 – 29 de mayo de 1889) fue un pintor francés.

## Vida
Alexis-Joseph Mazerolle nació el 29 de junio de 1826. Su padre, Jean-Baptiste, era un carpintero y su madre, Madeleine Vitry, era una lavandera. Él fue su tercer hijo. Fue admitido en la École des Artes et Métiers (Escuela de Artes y Oficios), donde mostró una capacidad inusual para dibujar. 
En 1943, a sus 17 años,  fue admitido en la  École des Pretendientes-Artes donde fue alumno de Marc-Charles-Gabriel Gleyre. También estudió con Pierre Dupuis.
Mazerolle primera exhibición en el Salón de París fue en 1857 con La vieja mujer y los dos sirvientes. Continua presentando obras en el Salón en forma regular por buena parte de su vida.
En 1857 gana una medalla de tercera clase por Chilperic y Fregigonde, y en 1859 ganó un "rappel" por Nero y Locusta experimentando con veneno en un esclavo. Ganó un segundo "rappel" en 1861.
La mayoría de sus pinturas era de temas históricos o mitológicos.
En 1861 Mazerolle se casó con Aglaé Hourdou. Tuvieron dos hijos.
Sirvió en el Guardia Nacional durante el Sitio de París en 1870. Le fue otorgada la Legión de Honor en 1870.
En los primeros años de la Tercera República francesa Mazerolle creó tapices decorativos para la Manufacture Royale des Gobelins.
En 1880 el presidente Jules Grévy lo oficial de la Legión de Honor cuando el techo nuevo del  Théâtre Français fue inaugurado, obra por la que fue muy reconocido. Fallece el 29 de mayo de 1889 de un ataque de asma, a los 62 años de edad.

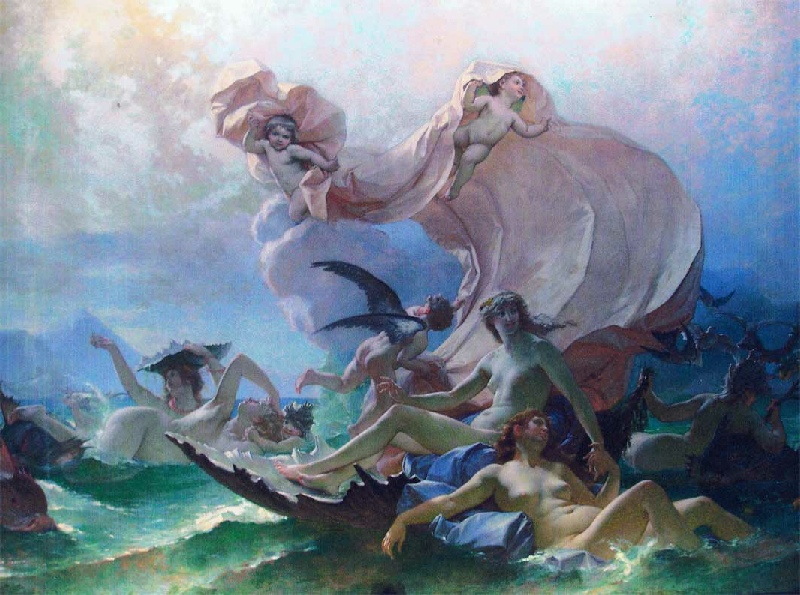
Marine de Venus, 1882.

## Trabajos en colecciones públicas

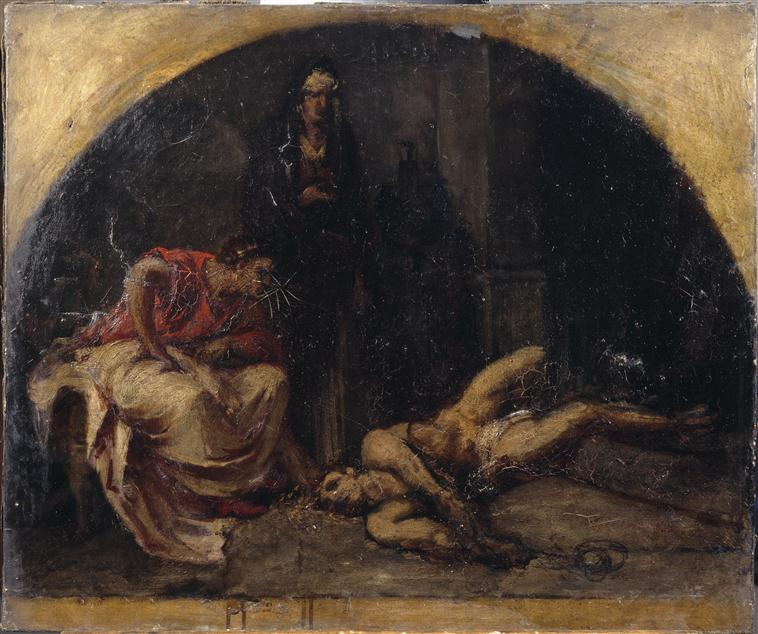
Nero y Locusta experimentando con veneno en un esclavo.

Mazerolle es conocido por su pintura de Nero y Locusta experimentando con veneno en un esclavo,  del Palais des Pretendientes-Artes de Lille.[2] Es también conocido por sus pinturas del techo del Comédie-Française y el Théâtre du Vaudeville en París, y por las Nueve Musas y Seis Genios para el Conservatorio de París.[3] Su trabajo en colecciones públicas incluye:
- Petit Palais, París, Le triomphe de Bacchus
- Bibliothèque-musée de la Comédie-Française, París, La France couronnant Molière, Corneille et Racine, esquisse du plafond
- Palais Garnier, París, Le Café, Le Thé, La Pêche, La Pâtisserie, Les Glaces, Le Vin, Les Fruits, La Chasse(1873-1875), tapestries from the Manufacture des Gobelins for the rotunda of the Salon de Glacier
- Conservatorio de París, escenografía
- Bourse de commerce de París, cúpula
- Gran teatro Angers, techo
- Palais des Beaux-Arts de Lille, Néron et Locuste essayant des poisons sur un esclave
- Musée départemental de l'Oise, Beauvais, cartons pour tapisserie Le Vin, Le Thé, Les Fruits, Le Sommeil d'Holophène, Adam et Ève
- La Piscine Museum, Roubaix, Éponine suppliant Vespasien
- Musée Antoine Vivenel, Compiègne, Kiki Charlotte
- Musée des Beaux-Arts de Rouen, L'Opium
- Musée des Beaux-Arts de Strasbourg, retrato de sus dos hijos Louis et Fernand
- Musée Condé, Chantilly, Oise, cuatro paneles decorativos, Vases de fleurs
- Musée d'Angoulême, Angoulême
- Théâtre de Baden-Baden, Alemania, cúpula de la habitació
- Hermitage Museum, Saint Petersburg, Rusia, tapiz La filleule des fées
- Mildred Lane Kemper Art Museum, St. Louis, US, Les Agapes
- Museo Nacional de Bellas Artes, Buenos Aires, Argentina, Psyché à la source

## Galería

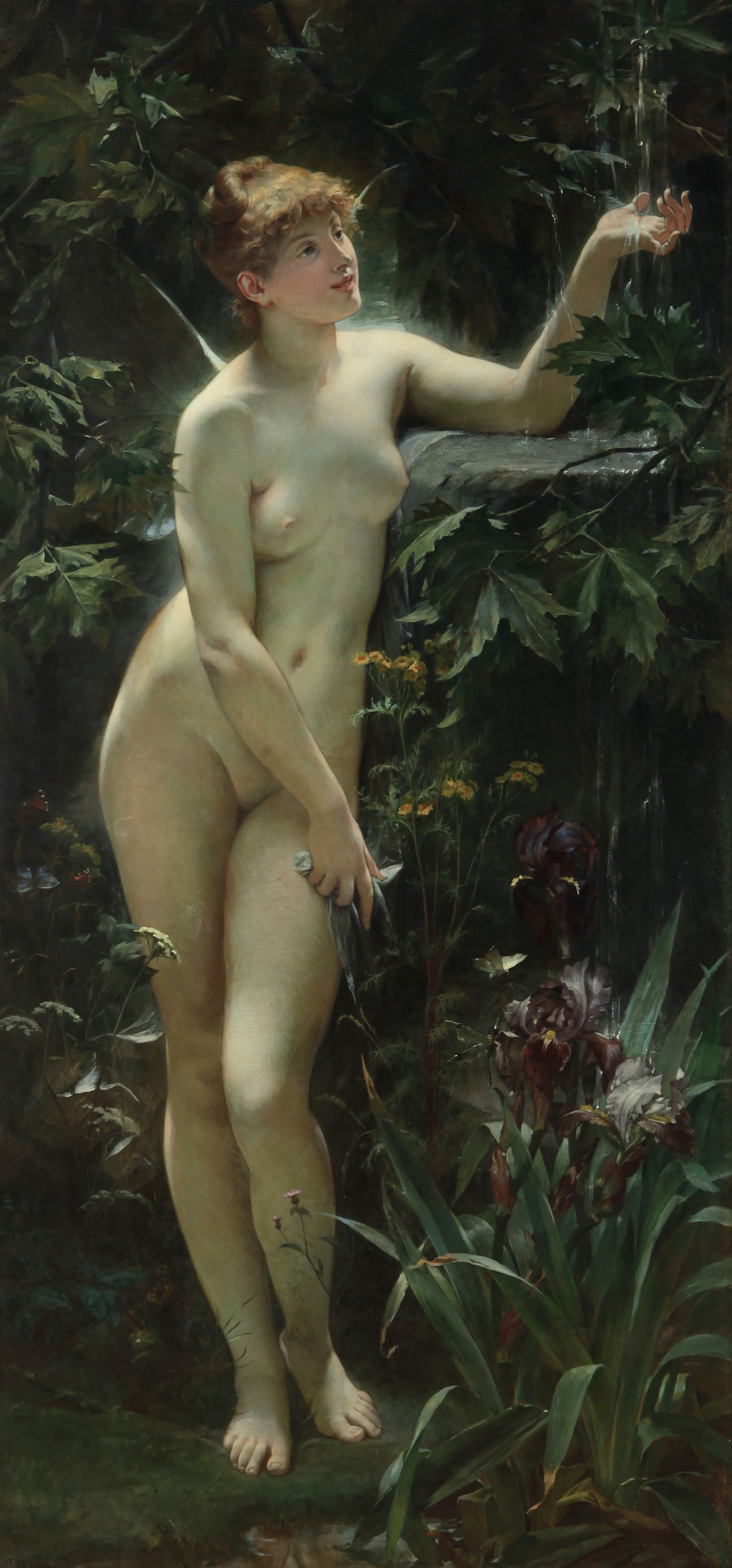
Psiquis en la fuente
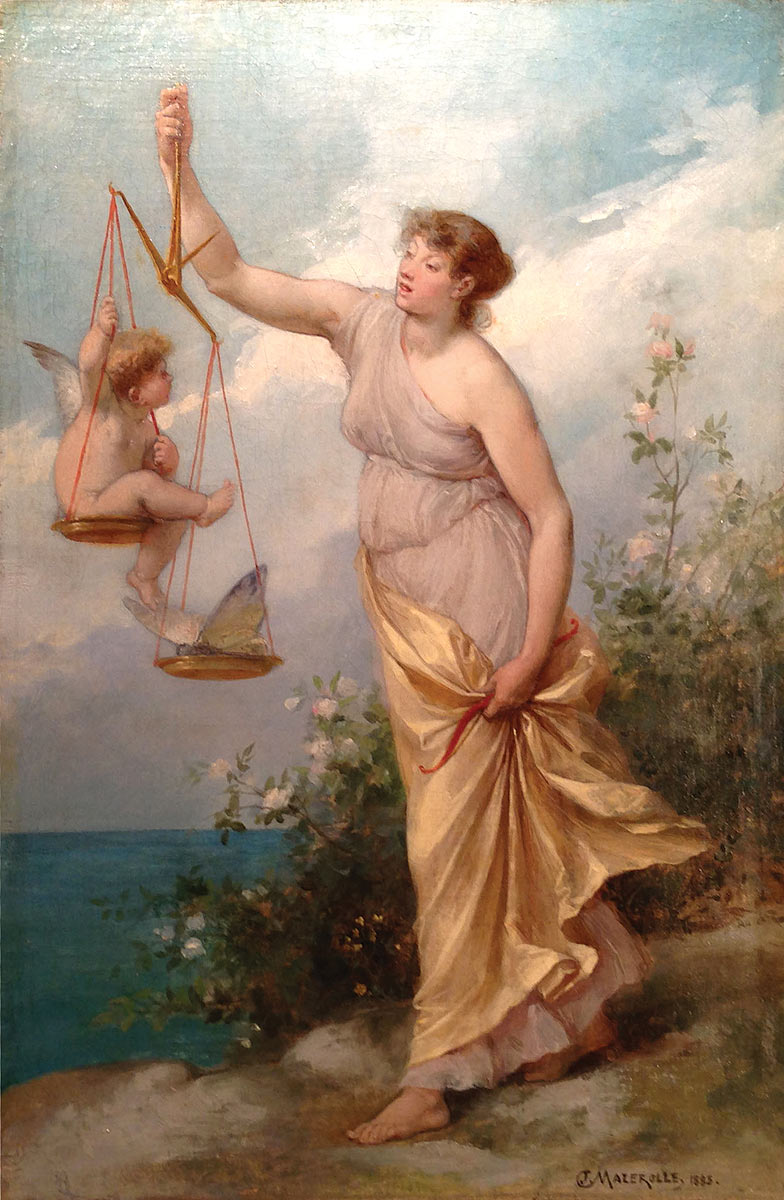
Allégorie de l’Amour.
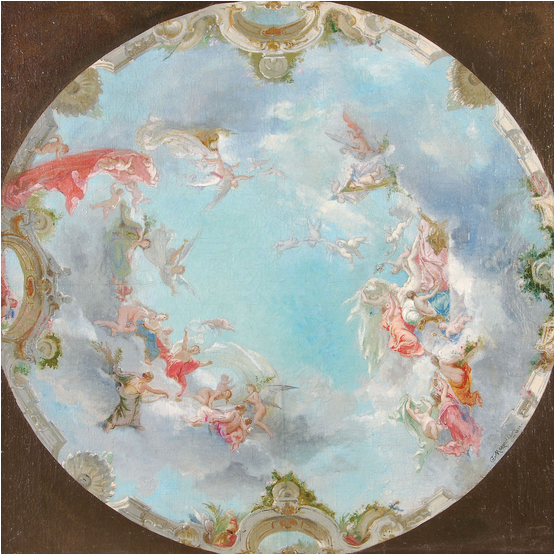
Diseño de techo alegórico
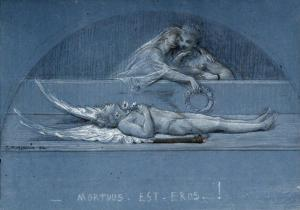
Mortus Est Eors
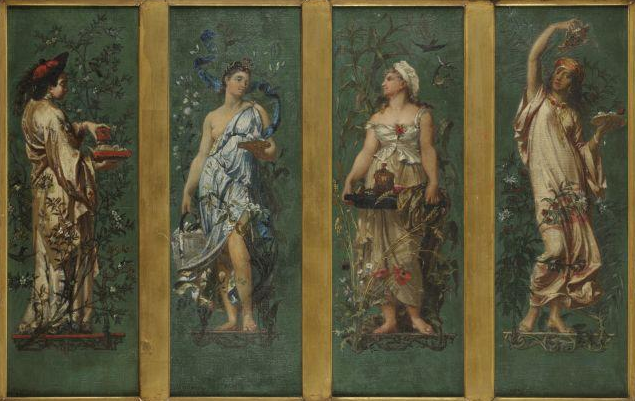
Tapices del Glacier de l'Opera
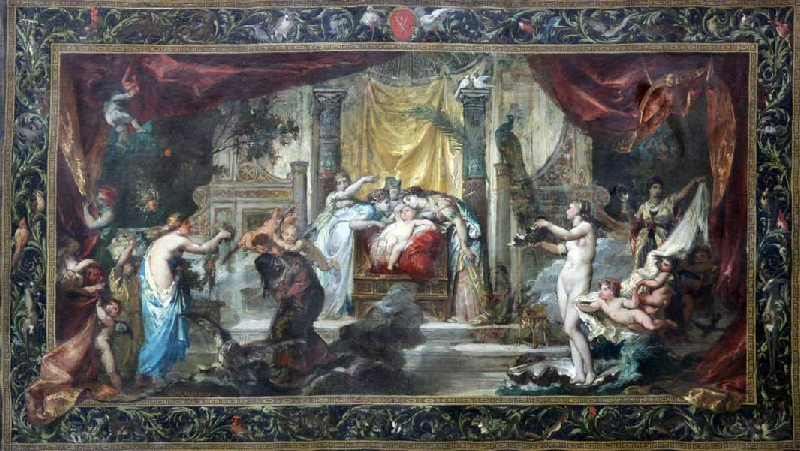
La filleule des fées